# Adisura dulcis
Adisura dulcis är en fjärilsart som beskrevs av Moore 1881. Adisura dulcis ingår i släktet Adisura och familjen nattflyn. Inga underarter finns listade i Catalogue of Life.